# Tank (azienda)
Tank è una casa automobilistica cinese di proprietà della Great Wall Motors specializzata in crossover e SUV, lanciata nel marzo 2021.

## Storia
Dopo che il modello Wey Tank 300 è stato messo in vendita con il marchio Wey nel dicembre 2020, Great Wall Motors ha annunciato nel marzo 2021 che in futuro avrebbe commercializzato veicoli fuoristrada con il marchio indipendente Tank. Il 300 è stato il primo modello del marchio. Al salone dell'automobile di Shanghai del 2021, sono stati presentati altri due fuoristrada ovvero il Tank 700 e il Tank 800. Il Tank 400, il Tank 500 e il Tank 600 sono stati ulteriormente presentati in anteprima nell'agosto 2021.

## Modelli

### In produzione

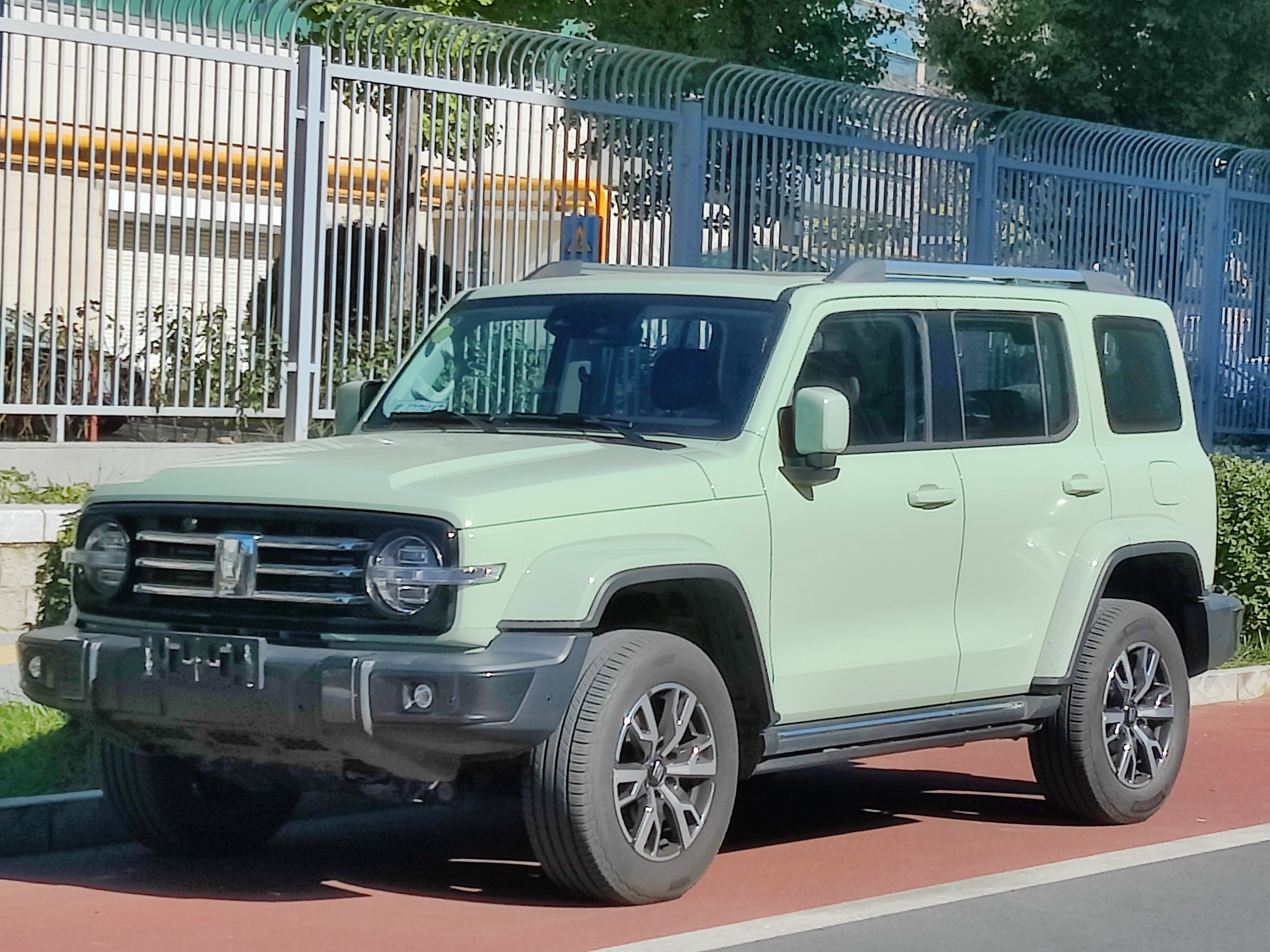
Tank 300
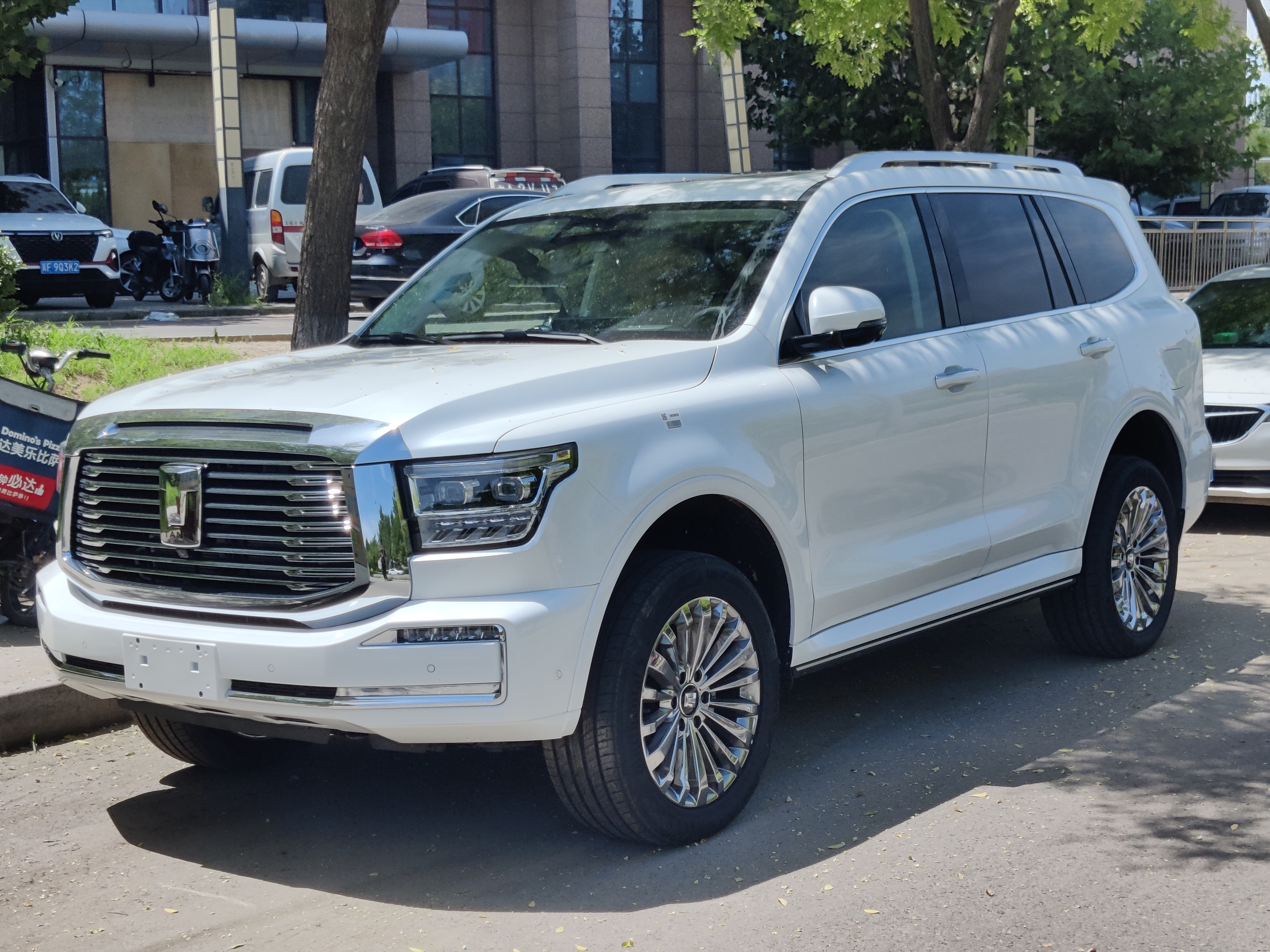
Tank 500

- Tank 300
- Tank 500